# Chelan Falls
Chelan Falls – jednostka osadnicza w Stanach Zjednoczonych, w stanie Waszyngton, w hrabstwie Chelan.